# Adam Wegert
Adam Piotr Wegert (ur. 8 września 1910 w Gostyninie, zm. 26 kwietnia 1981 w Bielsku-Białej) – polski duchowny luterański, senior diecezji cieszyńskiej, a także członek Synodu Kościoła Ewangelicko-Augsburskiego w PRL.

## Życiorys
Był synem Jana i Katarzyny z domu Fugman. Maturę uzyskał w czerwcu 1930 w Państwowym Gimnazjum Humanistycznym im. Tadeusza Kościuszki w Gostyninie. W 1934 ukończył studia teologiczne na Wydziale Teologii Ewangelickiej Uniwersytetu Warszawskiego i w tym samym roku, w dniu 18 listopada został ordynowany w Łodzi przez ks. bp. Juliusza Burschego, po czym podjął pracę wikariusza w parafii w Krakowie. W latach 1935–1939 pracował jako katecheta w Bielsku. W czasie okupacji niemieckiej przebywał w Krakowie. Po II wojnie światowej powrócił do Bielska i zaangażował się w odbudowę tamtejszego życia religijnego oraz zniszczonych w wyniku działań wojennych zabudowań kościelnych. W 1949 został wybrany proboszczem parafii w Bielsku i wprowadzony na ten urząd, zaś od 1957 był także seniorem diecezji cieszyńskiej, sprawując oba urzędy do przejścia na emeryturę w 1980. Ks. Wegert był również członkiem  Synodu Kościoła Ewangelicko-Augsburskiego w PRL.
Przez Służbę Bezpieczeństwa zarejestrowany jako tajny współpracownik o pseudonimie „Wacław”.

## Wybrane odznaczenia
- Krzyż Kawalerski Orderu Odrodzenia Polski (1979)[2]
- Złoty Krzyż Zasługi (1969)[2]